# 甘河滩镇
甘河滩镇，是中华人民共和国青海省西宁市湟中区下辖的一个乡镇级行政单位。

## 行政区划
甘河滩镇下辖以下地区：
甘河滩社区、甘河村、页沟村、坡东村、坡西村、隆寺干村、下中沟村、上中沟村、元山尔村、卡跃村、上营村、下营村、上河湾村、下河湾村、李九村、前跃村、东湾村、黄一村和黄二村。